# Arturo Umberto Illia
Arturo Umberto Illia, född 4 augusti 1900 i Pergamino, död 18 januari 1983 i Córdoba, var en argentinsk läkare och politiker. Han var Argentinas president 1963–1966.

## Biografi
Illia, som var son till italienska immigranter, tog läkarexamen 1927. År 1936 blev han invald i senaten, och 1940 utsågs han till viceguvernör i Córdoba. Som ledamot för det radikala partiet Unión Cívica Radical (UCR) blev han invald i deputeradekammaren 1948, och kom där att utmärka sig som en av peronismens främsta kritiker. Då UCR splittrades 1956 anslöt sig Illia till Unión Cívica Radical del Pueblo (UCRP), bildat av motståndare till Arturo Frondizi.
Efter att militären utlöste val 1963 utsågs Illia till president. Under sitt presidentskap kom Illia att vidta ekonomiska åtgärder för att stimulera den inhemska industrin och medborgarnas köpkraft, vilket ledde till ökad export och ekonomisk tillväxt efter en lång period av stagnation. Han genomförde även sociala reformer, exempelvis införandet av en lagstadgad minimilön samt en expansion inom utbildnings- och sjukvårdssystemen. Illias regering kom dock att möta motstånd från stora delar av fackföreningsrörelsen, bland annat den peronistdominerade Confederación General del Trabajo (CGT). Efter att peronisterna tillåtits delta och gått starkt framåt i kongressvalet 1965 förlorade Illia även militärens förtroende, och i juni 1966 avsattes han i en militärkupp ledd av Juan Carlos Onganía.